# Трентский университет
Трентский университет (итал: Università degli Studi di Trento) — итальянский государственный университет, кампусы которого расположены в городах Тренто и Роверето, основан в 1962 году.
Учебно-исследовательская деятельность университета сосредоточена в трех центрах: «городском», состоящем из факультетов экономики, социологии, юриспруденции, литературы и философии; «на холмах», где расположены факультеты математических, физических, естественных наук и инженерный факультет; в Роверето находится факультет когнитивных наук.

## История
Трентский университет был основан в 1962 году как Институт социальных наук. В 1972 году при финансовой поддержке городских властей был преобразован в Свободный университет Тренто. 
В 1972 году был учрежден факультет наук (с инженерным отделением), а в 1973 году — факультет экономики. 
В 1983 году учебное заведение получило статус государственного университета под названием Università degli Studi di Trento. Появление университета неоднозначно рассматривалось в городе: университет рассматривался не только, как движущая сила для культурной открытости и создания нового лидирующего класса, но и как разрушающий элемент протеста.
В 1984 году в вузе появились филологически-философский и юридический факультеты литературы, а в 1985 году — инженерный факультет. Наконец, в 2004 году открылся первый в Италии факультет когнитивных наук. 

## Международные связи
Вуз имеет двусторонние соглашения о сотрудничестве с университетами Азии, Америки, Ближнего Востока и Океании Расширяется сотрудничество по кооперации в развитии с африканскими и латиноамериканскими вузами. 
Иностранные штатные и приглашенные преподаватели составляют около 10 % всего преподавательского состава. Университет занимается приглашением зарубежных учёных, что способствует интеграции университета. 
Трентский университет сотрудничает с университетами Германии в подготовке специалистов европейского уровня, а также в обмене технологической информацией. 

## Репутация и рейтинги
В 2012 году Трентский университет отметил свой 50-летний юбилей. К этому времени он занимал 1-е место в рейтинге по качеству исследований и дидактики (классификация министерства образования, высшей школы и науки, MIUR) и 4-е место по уровню услуг для студентов и университетского веб-сайта (Справочник института социологии газеты «Репубблика» / Guida Censis de La Repubblica).  
В ежегодном рейтинге деловой газеты «Il Sole 24 ore» университет занимал 7-е место среди государственных вузов. В мировом рейтинге вузов «World University Rankings 2009» Трентский университет находился в числе немногих вошедших в него итальянских вузов в разделе 401—500.
С 2001 года, когда стартовал национальный рейтинг CENSIS, университет занимает первые места в национальном рейтинге более семидесяти итальянских университетов и факультетов и первые места во многих научных областях.

## Факультеты(недоступная ссылка)
- экономика;
- социология;
- юриспруденция;
- литература и философия;
- инженерный;
- математические;
- физические и естественные науки;
- когнитивные науки;
- международная школа;
- школа местного развития.

При университете действует Летний институт поведенческой экономики.

## Услуги
Университет ивестирует в обеспечение аудиториями, питанием, жильём, помещениями для занятий и библиотеками. С помощью организации Opera Universitaria вуз предоставляет 1500 мест для проживания в кампусе Сан Бартоломео, университетских резиденсах и на квартирах по договору. В филиалах вузовской библиотеки при факультетах студенты имеют возможность проконсультироваться с текстами и взять книги на дом, там имеются читальные залы и посты, оборудованные связью с интернетом; библиотеки открыты до полуночи, а также в субботние и воскресные дни.
При вузе имеется «Welcome Office», служба приёма иностранных студентов и исследователей, где им оказывается помощь в административных формальностях по прибытии в Тренто и во время проживания в нём (оформление въездных виз, вида на жительство, медицинской страховки, индивидуального номера налогоплательщика, выделение жилья и т. п.). Также даются справки по правилам записи в вуз и перечень необходимых документов для этого. Кроме того, эта служба организует культурные мероприятия и экскурсии: дни приветствия, информационные собрания, поездки с социально-культурной целью, что помогает гостям адаптироваться к университетской жизни и ближе узнать город и окрестности.
Последняя инициатива называется UNI.sport, это новая университетская сеть спортивных услуг и структур для студентов.